# Айнетдинов, Гайяр Гарифович
Гайяр Гарифович Айнетдинов (род. 2 апреля 1951, Москва) — советский легкоатлет, специалист по бегу на средние дистанции. Выступал на всесоюзном уровне в 1970-х годах, серебряный призёр чемпионата СССР, победитель первенств всесоюзного значения. Представлял Москву и физкультурно-спортивное общество «Динамо». Мастер спорта СССР. Также известен как спортивный функционер, судья всероссийской категории.

## Биография
Гайяр Айнетдинов родился 2 апреля 1951 года в Москве. Занимался лёгкой атлетикой в столичной секции, выступал за физкультурно-спортивное общество «Динамо».
Первого серьёзного успеха на всесоюзном уровне добился в сезоне 1973 года, когда на зимнем чемпионате СССР в Москве с результатом 2.24,3 выиграл бронзовую медаль в зачёте бега на 1000 метров — уступил только Владимиру Пономарёву и Станиславу Мещерских. Попав в состав советской сборной, позднее принял участие в международном старте в Милане, где в беге на 800 метров завоевал бронзовую награду, показав результат 1:48.1.
В июне 1974 года на домашних соревнованиях в Москве установил свой личный рекорд в дисциплине 800 метров — 1:48.15.
В мае 1975 года отметился победой на домашнем старте в Москве в 800-метровом беге.
В июне 1976 года на чемпионате СССР в Киеве с результатом 1:47.6 занял пятое место в беге на 800 метров.
В сентябре 1980 года на чемпионате СССР в Донецке с московской командой стал серебряным призёром в программе эстафеты 4 × 800 метров, пропустив вперёд лишь сборную Ленинграда.
Окончил Государственный центральный ордена Ленина институт физической культуры. Впоследствии занимал должность директора Центра олимпийской подготовки по лёгкой атлетике МГФСО, в течение многих лет принимал участие в легкоатлетических соревнованиях в качестве судьи, в частности судил состязания проходивших в Москве чемпионата мира в помещении 2006 года и чемпионата мира 2013 года, спортивный судья всероссийской категории. Отличник физической культуры и спорта России. Почётный работник физической культуры и спорта города Москвы.